# EHC Arosa
EHC Arosa – szwajcarski klub hokeja na lodzie z siedzibą w Arosa.

## Sukcesy
- Złoty medal mistrzostw Szwajcarii: 1951, 1952, 1953, 1954, 1955, 1956, 1957, 1980, 1982
- Srebrny medal mistrzostw Szwajcarii: 1948, 1981, 1984
- Brązowy medal mistrzostw Szwajcarii: 1946, 1985
- Srebrny medal Nationalliga B: 1976
- Brązowy medal Nationalliga B: 1977